# بث متعدد الوجهات

في البث المجموعاتي تصل الرسالة إلى مجموعة محددة من المُستخدمين.

في الاتصالات وفي شبكات الحاسوب، البث المجموعاتي أو البثّ متعدد الوجهات (بالإنجليزية: Multicast)‏ هو آليّة لتوجيه حركة البيانات [الإنجليزية] في الشبكة انطلاقاً من مصدر واحد نحو مجموعة من الطرفيات في الوقت نفسه، تكون هذه الطرفيّات أعضاء في مجموعة محددة ومُميّزة بعنوان خاص، من فضاء عناوين بروتوكول التشبيك المُستعمل.
حسب نموذج الربط البيني للأنظمة المفتوحة، فإنّ البث المجموعاتي هو من وظائف طبقة الشبكة، حيث تعمل بروتوكولات خاصّة على إنشاء وإلغاء مجموعات المُضيفين، كما تدير عملية انضمامهم إلى هذه المجموعات وخروجهم منها، مثل بروتوكول إدارة مجموعة الإنترنت، أمّا تشبيك أعضاء المجموعات عبر الشبكات المُختلفة فيتمّ عادةً باستخدام الأشجار المتفرعة، وتوجد عائلة خاصّة من بروتوكولات التوجيه، تضمّ العديد من البروتوكولات، مثل بروتوكول توجيه البث المجموعاتي حسب شعاع المسافة [الإنجليزية] وعائلة بروتوكولات البث المجموعاتي المستقل عن بروتوكول التوجيه، أو إضافات داعمة لبروتوكولات توجيه رزم البث المجموعاتي، مثل إضافة البث المجموعاتي الخاصة ببروتوكول المسار الأقصر أولا (MOSPF)، وغيرها، تنشئ هذه الأشجار، بحيث تصل إلى أعضاء المجموعة كلهم بمسارات خالية من الحلقات [الإنجليزية].
شهدت تقنية البث المجموعاتي منذ اعتمادها آليةً لتوجيه الرزم العديد من الإضافات والتحسينات، وطوّرت لذلك العديد من التقنيات الرديفة مثل ميزة مراقبة بروتوكول إدارة مجموعة الإنترنت [الإنجليزية] والبث المجموعاتي محدد المصدر [الإنجليزية] كما أدخلت التعديلات على تقنيّات موجودة مُسبقاً لتخدم أغراض البث المجموعاتي مثل التوجيه بعكس المسار [الإنجليزية].

## نظرة عامة
| أنماط التوجيه  |
| بث فريد الوجهة |
| بثّ عام         |
| بث مجموعاتي    |
| بث نحو الأقرب  |
| بث جغرافي      |
| -------------- |
| ع ن ت          |

البث المجموعاتي هو طريقة لإرسال رزمة بيانات واحدة أو أكثر إلى عدد من الوجهات في نفس الوقت، تستضيف هذه الوجهات عنواناً خاصّاً مُميزاُ يُسمى عنوان المجموعة، يجب أن تصل الرزمة المُوجّهة عنوان المجموعة إلى جميع الوجهات التي تستضيفه. لعناوين البث المجوعاتي فضاء خاصّ بها، وتخضع رزم البثّ المجموعاتي لعملية توجيه مُغايرة لتلك التي تخضع لها الرزم فريدة الوجهة أو رزم البثّ العام.
في الأصل، عُرّف البثّ المجموعاتي بصفته أحد الإضافات الملحقة بالمضيف في وثيقة طلب التعليقات (RFC 1122)، على أن يدعم مبدأي الإرسال، مصدر واحد وعدّة من الوجهات (بالإنجليزية: One-to many)‏ وعدة مصادر وعدة وجهات (بالإنجليزية: Many-to-many)‏. إنّ الفلسفة الكامنة وراء البث المجموعاتي هي المبدأ الأول، وهي تمثل حلاً وسطاً بين البثّ فريد الوجهة المحدود، بسبب اعتماده على مبدأ مصدر واحد ووجهة واحدة (One-to-one)، وبين البثّ العام الشامل الذي يُغرق الشبكة بالرزم غير اللازمة، بسبب اعتماده على مبدأ مصدر واحد وجميع الوجهات (بالإنجليزية: One-to-all)‏.
من حيث البنية، تكون رزم البث المجموعاتي مشابهة للرزم المفردة أو رزم البث العام، ولعل الاختلاف الوحيد في هذا الجانب هو وجود عنوان البث المجموعاتي في حقل الوجهة، بدلاً من العنوان الفريد أو عنوان البث العام. يحدد بروتوكول التشبيك بنية عنوان البث المجموعاتي، وفضاء العناوين الخاص به.
تدير بروتوكولات خاصّة عملية إنشاء المجموعات ونشر المعلومات الخاصّة عنها بين الموجهات، كما تدير هذه البروتوكولات أيضاً عملية حذفها ومتابعة التغييرات الحاصلة فيها، ويشمل ذلك إضافة أعضاء جديدة إليها أو حذف أعضاء منها. أمّا لتوجيه رزم البث المجموعاتي، فإمّا أن يُعتمد على بروتوكولات توجيه خاصّة بذلك أو أن تُزوّد بروتوكولات توجيه البث فريد الوجهة بإضافات خاصّة لدعم البث المجموعاتي.
في حين تنقل المُوجّهات رزم البيانات فريدة الوجهة من مصدرها إلى وجهتها، على شكل قفزات أو خطوات على طول المسار الواصل بين الطرفين، فإنّ توجيه رزم البث المجموعاتي أكثر تعقيداً، لأنه قد يتوجب على بعض الموجهات أن تخلق نسخاً متشابهة من نفس الرزمة لإرسالها عبر أكثر من منفذ إلى أكثر من وجهة بنفس الوقت. باختصار، في حين يبدو مسار رزمة البيانات فريدة الوجهة مستقيماً يصل بين المصدر والوجهة عبر طوبولوجيا الشبكة، فإن مسار رزمة البث المجموعاتي يأخذ شكلاً شجريّاً متفرّعاً يبدأ من المصدر، ويتفرع في الموجهات عبر الطوبولوجيا نحو الوجهات المختلفة.
من ميزات استعمال البث المجموعاتي تخفيف الحمولة في الشبكة، لأن مصدر البيانات يُولِّد نسخة واحدة فقط منها، يجري بعد ذلك نقل هذه النسخة، إلى أعضاء المجموعة فقط، ويتمّ مضاعفتها عند الحاجة، وذلك عوضاً عن إرسالها في كامل الشبكة. بالإضافة لذلك، يمكن دعم البث المحموعاتي عن طريق ترقية برمجيّة من غير الحاجة لإضافة معدات جديدة.

## آلية العمل
يعتمد البث المجموعاتي على العمل المشترك لمجموعة من التقنيات والبروتوكولات التي تنجز الوظائف المُختلفة ضمن الشبكة وفي الطرفيات. في الطرفيات والشبكات المحلية، تنشط بروتوكولات إدارة المجموعات، التي تعتمد بشكلٍ مُباشر على عناوين مُميّزة للمجموعات، يُحدد فضاءَها بروتوكول التشبيك المُستخدم، بالإضافة لذلك، لابد من وجود آليّة لبروتوكولات طبقة ربط البيانات، لتتمكّن من توليد عناوين خاصّة بها مُتوافقة مع عناوين البثّ المجموعاتي في المستعلة في طبقة الشبكة.
أمّا في النظام الوسيط، الذي يربط بين الشبكات المحليّة، فتعمل بروتوكولات توجيه خاصّة على بناء طوبولوجيا خاصة من المسارات التي قد تأخذ شكل شجرة متفرعة، وهي الحالة الأكثر شيوعاً، تصل الشجرة إلى كل أعضاء المجموعة إما ضمن نطاق بث مجموعاتي واحد، أو تربط بين نطاقات مُختلفة، وقد تكون الطوبولوجيا متشابكة (بالإنجليزية: Meshed-based Topology)‏، تضم شبكة من المسارات المتقاطعة التي قد تمتد داخل نطاق واحد أو بين نطاقات مختلفة. لهذه البروتوكولات خوارزميّات عملٍ مُختلفة، ينتج عنها طُرقٌ مُتعددة لإنشاء الأشجار المتفرعة وأنواع مُختلفة لها. أخيراً، تربط خوارزمية توجيه كل المفاهيم والآليّات السابقة، فتُحدد في ضوء ذلك مسار رزمة البث المحموعاتي من مصدرها إلى جميع وجهاتها.

### إدارة المجموعات
تشمل إدارة المجموعة كل النشاطات اللازمة لإقامة المجموعة في الشبكة المحلية وتعريف بروتوكول التوجيه الخاص بالبث المجموعاتي بوجود أعضاء ينتمون لهذه المجموعة في الشبكة المحلية. يجب أن يكون المضيفون قادرين على الانضمام آلياً إلى المجموعة ليصبحوا أعضاء فيها، كذلك الأمر بالنسبة للأعضاء الذين يرغبون بمغادرتها. بالإضافة لذلك، تشمل النشاطات نشر المعلومات الخاصة بالمجموعة عبر الشبكة، ومتابعة تحديثها أول بأول. وتقوم بروتوكولات إدارة مجموعات البث المجموعاتي مثل بروتوكول إدارة مجموعة الإنترنت بهذه المهمات.
بالإضافة لذلك يجب تعريف المُبدلات في الشبكة المحلية على المُخرج الافتراضي لرزم البث المجموعاتي، وهو منفذ لمُوجّه يُشغّل بروتوكول توجيه خاص بالبث المجموعاتي ويتصل مع الشبكة المحلية. إنّ هذه العملية هي قضية شائكة، نظراً لأنّ المبدلات تعمل على مستوى الطبقة الثانية حسب نموذج الربط البيني للأنظمة المفتوحة، وهي لا تستطيع التمييز تلقائياً بين أطر البيانات وأطر التحكم الخاصة بالبث المجموعاتي، وفي هذه الحالة ستعامل أطر البث المجموعاتي كأطر البث العام، وتُحلُّ هذه المشكلة بواحدة من طريقتين، إمّا باستخدام بروتوكول خاص مثل بروتوكول سيسكو لإدارة المجموعات (CGMP) أو بتفعيل ميزات خاصة في المبدل، مثل ميزة مراقبة بروتوكول إدارة مجموعة الإنترنت [الإنجليزية].

### شجرة البث المجموعاتي
شجرة البث المجموعاتي هي شجرة متفرعة مكونة من مجموعة من العقد والوصلات، تُمثّل العقد التجهيزات العاملة على مستوى الطبقة الثالثة في النظام الوسيط، أمّا الوصلات فتمثل الوصلات الفيزيائية التي تربط بينها. يجب أن تكون شجرة البث المجموعاتي خالية من الحلقات [الإنجليزية]، وأن تصل إلى جميع أعضاء المجموعة بأقصر الطرق الممكنة، ولذلك، تُوصف شجرة البثّ المجموعاتي بأنها شجرة أقصر المسارات (بالإنجليزية: Shortes-Path Tree)‏.

#### البنية

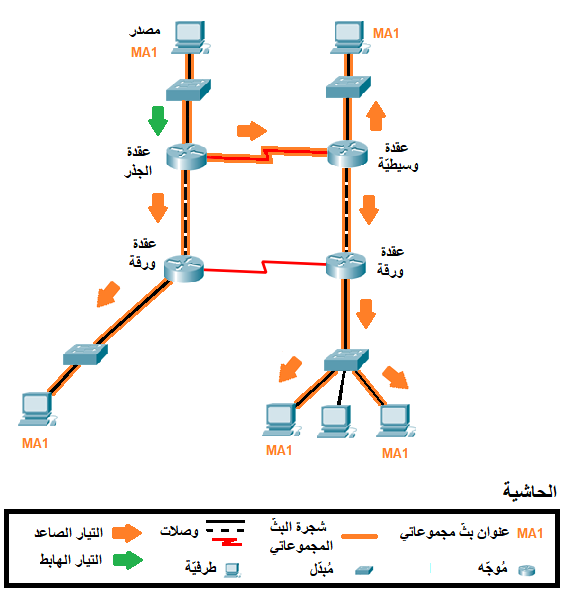
بنية شجرة البث المجموعاتي.

يختلف البث المجموعاتي عن البث فريد الوجهة بشكل المسار، ففي حين يكون المسار خطاً وحيداً يصلُ بين مصدر الرزمة ووجهتها في البثّ فريد الوجهة، فإنّه يأخذ شكلاً شجريّاً مُتفرعاً في البثّ المجموعاتي، وتُسمّى الشجرة الناتجة بشجرة البث المجموعاتي، وهي تمتد، من غير أن تشكّل حلقات، لتصل إلى جميع أفراد المجموعة.
تتألف شجرة البث المجموعاتي من مجموعة من العقد هي عقدة الجذر والعقد الوسيطة والعقد الأوراق. أمّا عقدة الجذر فهي أول عقدة في الشجرة، ومنها تبدأ عملية التفرع. عند توجيه الرزمة عبر الشجرة، تبدأ عملية مضاعفة الرزمة في العقدة الجذر، أي أنها العقدة التي يبدأ عندها تفرّع المسارات نحو كل أعضاء المجموعة.
تتفرّع شجرة البثّ المجموعاتي انطلاقاً من عقدة الجذر، وتُشكّل حركة بيانات تسمى التيار الصاعد (بالإنجليزية: Upstream)‏، وينتشر هذا التيار الصاعد من الجذر إلى العُقد الأخرى في الشجرة. تُسمّى العقدة التي يسلكها التيار الصاعد نحو عقدة واحدة أو أكثر، بالعقدة الوسيطة، وهي العقد التي تستقبل التيار الصاعد من عقدة واحدة أو أكثر وتمرره نحو عقدة واحدة أو أكثر. أمّا إذا لم تكن العقدة تمتلك أي عقد جيران، إلا العقدة التي ورد منها التيار الصاعد، فإنها تسمى عقدة ورقة، لأنها لا تمرر التيار الصاعد محو أي عقد جديدة في الشجرة.
يتواجد أعضاء المجموعات في شبكات محليّة تتصل مع عقد الشجرة، سواء كانت عقدة الجذر أو عقداً وسيطية أو عقد أوراق. في البداية، توجَّه رزم البث المجموعاتي من أعضاء المجموعة نحو العقدة الجذر دوماً، ثُمّ تبدأ بعد ذلك عمليّة مُضاعفة الرزمة ونشرها عبر شجرة البث المجموعاتي. بما أن الشبكات المحليّة التي يتواجد فيها الأعضاء قد لا تتصل بشكل مباشر مع العقدة الجذر، بل عقدٍ أوراق أو مع عقد وسيطية، لذلك فإن بعض الرزم تتجه بشكل معاكس للتيار الصاعد، أي من العقد الأوراق أو الوسيطّة نحو العقدة الجذر، ويسمى ذلك بالتيار الهابط (بالإنجليزية: Downstream)‏.

#### الأنواع

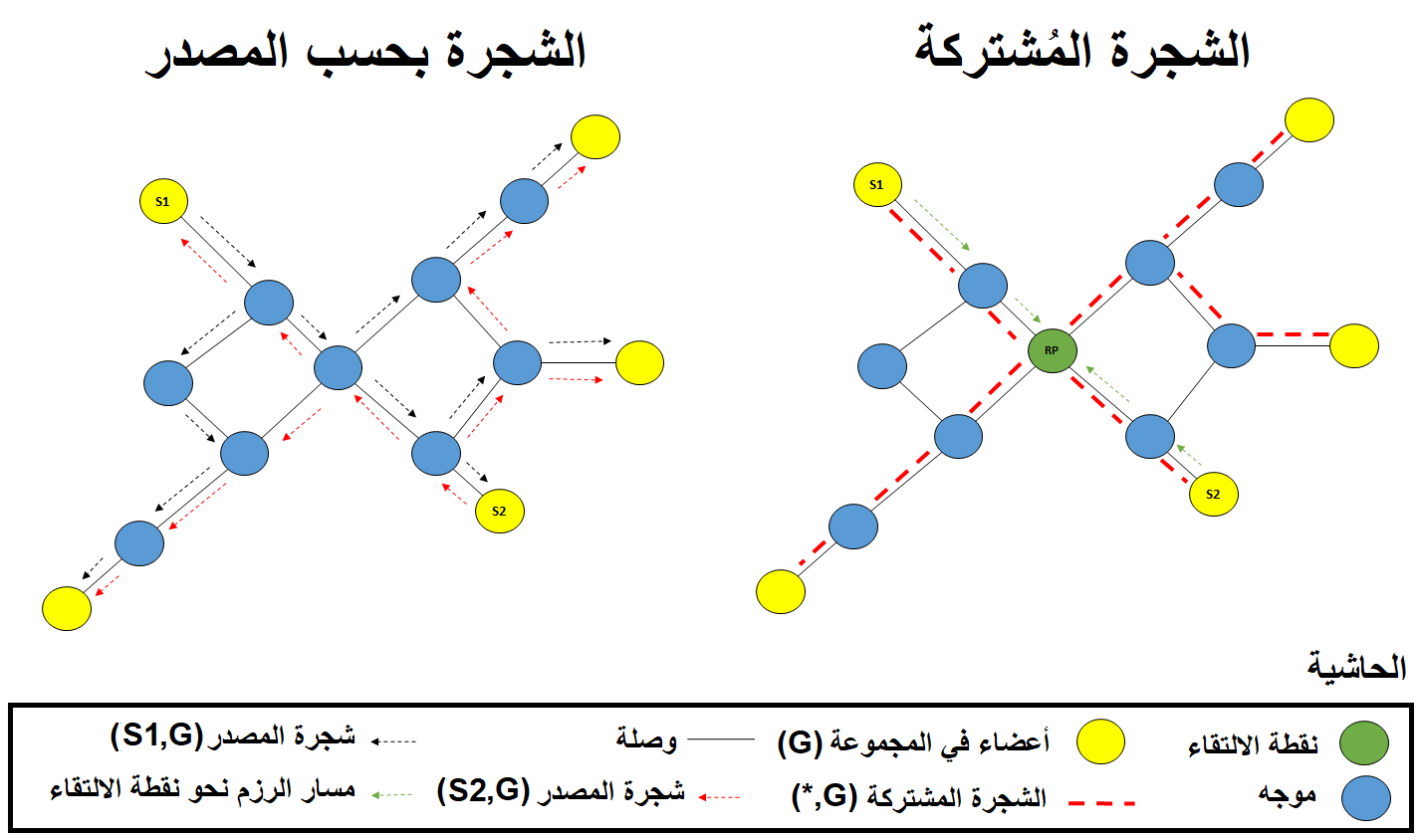
مقارنة بين الشجرة المشتركة والشجرة حسب المصدر.

تُصنّف أشجار البث المجموعاتي حسب الطريقة التي تُنشَأ بها إلى نوعين، هما:
- الشجرة المبنيّة حسب المصدر (بالإنجليزية: Source-Based Tree)‏:[25] وهي شجرة متفرعة خاصّة بمصدر محدد لزرم البث المجموعاتي، يبنيها بروتوكول توجيه رزم البث المجموعاتي من أجل كل مصدر لرزم المجموعة، ويكون جذر الشجرة هو المُوجّه الأقرب إلى المصدر، في هذه الحالة من أجل مجموعة ما G، ومصدرين S1 وS2، سيكون هناك شجرتين هما (S1,G) و (S2,G)،[26] إن هذه الطريقة غير فعالة من حيث استهلاك عرض النطاق المتاح وموارد التوجيه.
- الشجرة المشتركة (بالإنجليزية: Shared Tree)‏،[27] أو الشجرة مركزية النواة (بالإنجليزية: Core-Based Tree)‏، [28] هي شجرة متفرعة مُوحدة من أجل كل أعضاء مجموعة البث المجموعاتي. لبناء هذه الشجرة، يُعرّف بروتوكول التوجيه نقطة التقاء من أجل كل مجموعة، وتكون هذه النقطة هي جذر الشجرة المشتركة، ويُرسل كل مصدر عضو في المجموعة رزم البث المجموعاتي إلى النقطة المشتركة أولاً، وبعد ذلك يجري مضاعفة الرزم حسب شجرة البث المجموعاتي، ويكون جذر الشجرة هو المُوجّه الذي يلعب دور نقطة الالتقاء. في هذه الحالة من أجل مجموعة ما G، ومصدرين S1 وS2، سيكون هناك شجرة واحدة هي (G,*).[26]

تنشِئ بروتوكولات التوجيه الخاصّة بالبث المجموعاتي أشجار البث المجموعاتي لنقل البيانات إلى أعضاء المجموعة كلهم.

#### خوارزميات البناء

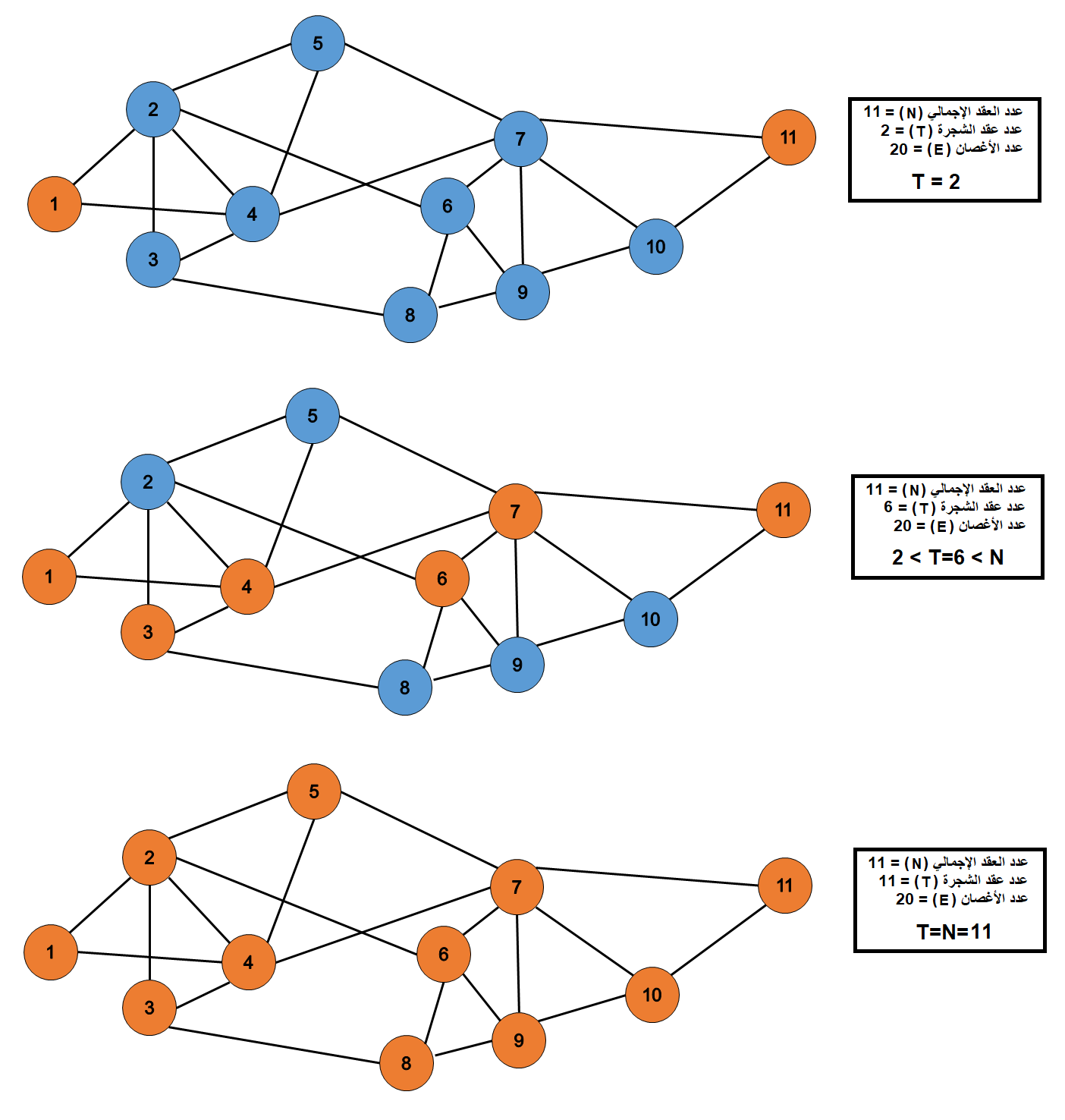
الحالات المُختلفة لاختيار خوارزمية حساب الشجرة المتفرعة: 1) في الأعلى، عدد العقد هو (2)، الشجرة تؤول إلى مسار خطي بين عقدتين، وخوارزميات، متل ديكسترا أو بلمان فورد هي الأمثل، 2) عدد العقد هو جزء من كل، والمشكلة تؤول إلى مشكلة شجرة ستينر الصغرى، 3) الشجرة تمتد على كل العقد، تصبح الشجرة المتفرعة الصغرى (MST) هي الخيار الملائم، وخوارزميات مثل كروسكال أو برايم هي الأفضل.

خورازمية بناء شجرة البث المجموعاتي هي خوارزمية لإنشاء شجرة متفرعة، خالية من الحلقات [الإنجليزية]، تمتد عبر مخطط بياني مكون من N عقدة، يضم مجموعة جزئية من العقد عددها T وهي تشكل أعضاء مجموعة البث المجموعاتي. تتصل العقد مع بعضها البعض بواسطة فروع أو أضلاع لكل منها وزن محدد، يتعلق بمحددات الشبكة.
تُصنّف الأشجار المتفرعة حسب امتداد الشجرة إلى صنفين أساسيين هما:
- شجرة أقصر المسارات (بالإنجليزية: Shortest-Spanning Tree)‏: وهي شجرة متفرعة، تمتد من مصدر محدد نحو مجموعة جزئية من العقد، بحيث تكون أوزان المسارات التي تربط المصدر مع العقد هي أصغر ما يمكن.[29]
- الشجرة المتفرعة الصغرى (بالإنجليزية: Minimum Spanning Tree اختصاراً MST)‏: وهي شجرة متفرعة تمتد لتصل إلى جميع العقد، بحيث يكون مجموع أوزان كل المسارات هو أصغر ما يمكن.[29]

إذا كان G هو مخطط بياني مُكوّن من N عقدة وE ضلع، وكانت G1 هي مجموعة جزئية من G، تحتوي عنصرين على الأقل، وعدد عناصرها هو T، فإنّ اختيار خوارزمية بناء شجرة البث المجموعاتي يكون حسب ما يلي:
- إذا كان عدد العناصر في المجموعة الجزئية هو (T=2)، فإن الشجرة تؤول إلى مسار خطي بين عقدتين، بحالة مشابهة لمسارات الرزم البث فريد الوجهة، والأفضل هو استعمال خوارزمية ديكسترا[31] أو بلمان فورد.[32]
- إذا كان عدد عناصر المجموعة الجزئية هو نفسه عدد عناصر المجموعة الكلية (T=N)، أي أن الشجرة تمتد إلى كل عناصر المجموعة الكلية، فالشجرة المراد بناؤها هي شجرة متفرعة صُغرى (MST)، ومن الخوارزميات المناسبة لذلك خوارزمية كروسكال[33] وخوارزمية بريم.[34]
- إذ كان عدد العناصر في المجموعة الجزئية أكبر من 2 ولكنّه أقل من عدد عناصر المجموعة الكليّة أي (2<N>T)، أي أن الشجرة تمتد على مجموعة جزئية من العقد، وتسمى شجرة شتاينر [الإنجليزية][35]، وهي الحالة الأكثر تعقيداً في بناء الشجرة بسبب وجود عدة إمكانيّات واحتمالات متاحة.

### نطاق التوجيه
نطاق التوجيه الخاصّ بالبث المجموعاتي (بالإنجليزية: Multicast Routing Domain)‏ هو مجموعة من الطرفيات والأنظمة الوسيطّة التي تعمل وفق إجراءات التوجيه نفسها والموجودة ضمن نظام مستقل [الإنجليزية] واحد. يجب أن تكون بروتوكولات التوجيه المُستعملة وأوزانها [الإنجليزية] وآليات حسابها مُشتركة ضمن نطاق التوجيه الواحد.
في وثائق طلب التعليقات المتعلقة بالبث المجموعاتي، هناك تعاريف جزئية أو مشتقة من التعريف السابق لنطاق توجيه البث المجموعاتي مثل: «مجموعة جداول التوجيه التي تتضمن بنوداً عن البث المجموعاتي، والتي ترتبط مع بعضها البعض عبر الشبكة وهي قادرة على تبادل المعلومات فيما بينها،» أو «مجموعة من الموجهات المتجاورة التي تُشغّل نفس بروتوكول توجيه البث المجموعاتي وتعمل ضمن حدود معينة يُعرّفها مُوجّه حدودي يربط النطاق مع شبكة الإنترنت».

تعمل بروتوكولات توجيه رزم البث المجموعاتي داخل نطاق محدد فتوصف بأنها داخليّة أو بين النطاقات المُختلفة فتوصف بأنها خارجية أو بينيّة، وبعضها يدعم النمطين. من حيث المبدأ، يقابل بروتوكول توجيه البث المجموعاتي العامل ضمن النطاق بروتوكول التوجيه المنفرد الداخلي الذي يعمل ضمن نظام مستقل واحد.

### مجالات العنونة
البث المجموعاتي هو آليّة لتوجيه رزم البيانات عبر الشبكة، وحسب نموذج الربط البيني للأنظمة المفتوحة، فإن التوجيه يحصل على مستوى الطبقة الثالثة، ويتطلب مشاركة من الطبقة الثانية لإنجاح العملية، وهاتان الطبقان هما طبقة الوصلة وطبقة الشبكة حسب بترتيب ورودهما في النموذج. لدعم البث المجموعاتي، يجب أن تدعم بروتكولات التشبيك في طبقة الشبكة وبروتوكولات الوصل في طبقة الوصلة فضاءاً من العناوين خاصّاً بالبث المجموعاتي، بالإضافة لضرورة وجود آليّة للمُطابقة بين عناوين الطبقتين.

#### بروتوكولات طبقة الشبكة

بنية عنوان البث المجموعاتي في الإصدار الرابع من بروتوكول الإنترنت.

بنية عنوان البث المجموعاتي في الإصدار السادس من بروتوكول الإنترنت.

طبقة الشبكة هي الطبقة الثالثة من نموذج الربط البيني للأنظمة المفتوحة، تهتم هذه الطبقة بمهام التوجيه، وتنشط فيها بروتوكولات التشبيك، وأهمُها الإصدارين الرابع والسادس من بروتوكول الإنترنت.
في الإصدار الرابع من بروتوكول الإنترنت، خُصص الصنف D، ليكون فضاءاً لعناوين البث المجموعاتي، وهو بالتعريف  فضاء يشمل عناوين بطول 32 بت تبدأ جميعا بالبتات الأربعة 1110 من أقصى اليسار، ويعني ذلك أنه هذا المجال يمتد بين العنوانين 224.0.0.0 و239.255.255.255، رقمياً يُشار له بالشكل 224.0.0.0/4.
أما في الإصدار السادس من بروتوكول الإنترنت، فقد خصصت بنية خاصّة لعنوان البث المحموعاتي، يبدأ عنوان البث المجموعاتي دوماً بحقل بطول 8 بتات تأخذ بالقيمة الست عشرية FF، ثم خُصصت 4 بتات كحقل أعلام، و4 بتات أخرى كحقل لمجال العنونة، وأخيراً حقل بطول 112 بت ليضم مُعرّف المجموعة. وقد عرّفت وثيقة طلب التعليقات RFC 4291 عنوان البث المجموعاتي بأنه: مُعرّف لمجموعة من المنافذ، وأشارت بشكل مباشر إلى توصيل رزمة البيانات المُوجّهة إلى هذا العنوان إلى جميع المنافذ التي تستضيفه.
تدير هيئة أرقام الإنترنت المخصصة عملية حجز عناوين البث المجموعاتي للإصدارين الرابع والسادس من بروتوكول الإنترنت، وفيما يلي قائمة بأشهر عناوين المجموعات المحجوزة:
| الوصف                                                                                   | عنوان البث المجموعاتي في فضاء الإصدار الرابع من بروتوكول الإنترنت (IPv4) | عنوان البث المجموعاتي في فضاء الإصدار السادس من بروتوكول الإنترنت (IPv6) |
| --------------------------------------------------------------------------------------- | ------------------------------------------------------------------------ | ------------------------------------------------------------------------ |
| عنوان مجموعة كل العقد في الشبكة                                                         | 224.0.0.1                                                                | FF01:0:0:0:0:0:0:1                                                       |
| عنوان مجموعة كل المُوجّهات                                                                | 224.0.0.2                                                                | FF01:0:0:0:0:0:0:2                                                       |
| عنوان مجموعة المُوجّهات التي تُشغّل بروتوكول توجيه البث المجموعاتي حسب شعاع المسافة (DVMRP) | 224.0.0.4                                                                | FF02:0:0:0:0:0:0:4                                                       |
| عنوان مجموعة المُوجّهات التي تُشغّل بروتوكول المسار الأقصر                                  | 224.0.0.6، 224.0.0.5                                                     | FF02:0:0:0:0:0:0:5،FF02:0:0:0:0:0:0:6                                    |
| عنوان مجموعة المُوجّهات التي تُشغّل بروتوكول معلومات التوجيه                                | 224.0.0.9                                                                | FF02:0:0:0:0:0:0:9                                                       |
| عنوان مجموعة المُوجّهات التي تُشغّل بروتوكول التوجيه الداخلي المحسن بين البوابات            | 224.0.0.10                                                               | FF02:0:0:0:0:0:0:A                                                       |
| عنوان مجموعة مُخدمات ووكلاء التحويل بروتوكول تهيئة المضيف الآلية                         | 224.0.0.12                                                               | FF05:0:0:0:0:0:1:3،FF02:0:0:0:0:0:1:2                                    |
| عائلة بروتوكولات البث المجموعاتي المستقل عن بروتوكول التوجيه (PIM)                      | 224.0.0.13                                                               | FF02:0:0:0:0:0:0:D                                                       |

الملاحظات
1. ↑  الإصدار الثاني (OSPFv2) من أجل الإصدار الرابع من بروتوكول الإنترنت والإصدار الثالث (OSPFv3) من أجل الإصدار السادس من بروتوكول الإنترنت.
2. ↑  الإصدار الثاني (RIPv2) من أجل الإصدار الرابع من بروتوكول الإنترنت وإصدار الجيل التالي (RIPng) من أجل الإصدار السادس من بروتوكول الإنترنت.
3. ↑  الإصدار الأساسي من بروتوكول التهيئة الآلية للمضيفين (DHCP)[55] من أجل الإصدار الرابع من بروتوكول الإنترنت، وأما من أجل الإصدار السادس من بروتوكول الإنترنت فالمقصود هو الإصدار السادس من بروتوكول التهيئة الآلية للمضيفين (DHCPv6)[56]
4. ↑  في الإصدار السادس، قسمت المجموعة إلى مجموعتين هما  مجموعة كل وكلاء البروتوكول وعنوانها هو (FF02:0:0:0:0:0:1:2)، ومجموعة كل مُخدمات البروتوكول وعنوانها هو (FF05:0:0:0:0:0:1:3)

#### بروتوكولات طبقة ربط البيانات

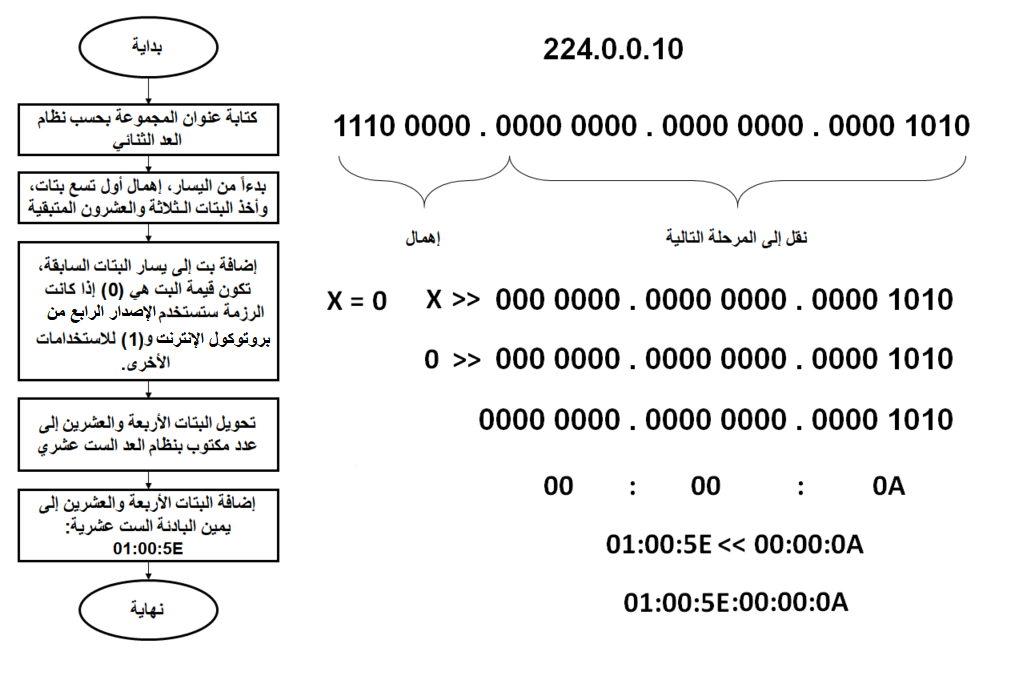
مخطط تدفقي لكيفية توليد عنوان التحكم بالنفاذ للوسط الخاصّ بالإيثرنت انطلاقاً من عنوان مجموعة بث مجموعاتي للإصدار الرابع من بروتوكول الإنترنت، مع مثال رقمي للتوضيح.

طبقة الربط هي الطبقة الثانية في نموذج الربط البيني للأنظمة المفتوحة، ويعمل في هذه الطبقة عدد من البروتوكولات أهمها الإيثرنت. لدعم البث المجموعاتي، ويجب أن يُعرف البروتوكول الذي يعمل على هذه الطبقة فضاءاً من العناوين، وآليّة لتوليد عناوين فريدة مُقابلة لعناوين المجموعات التي تُعرفها بروتوكولات طبقة الشبكة.
يبلغ طول عنوان الإيثرنت (48) بتاً، ويُسمّى عنوان التحكم بالنفاذ للوسط. لإيجاد عنوان الإيثرنت المقابل لعنوان مجموعة من الإصدار الرابع من بروتوكول الإنترنت تُستخدم الخوارزميّة التالية:
1. تبدأ العملية من عنوان المجموعة الخاص بالإصدار الرابع من بروتوكول الإنترنت، يكتب هذا العنوان بنظام العد الثنائي.
2. بدءاً من أقصى اليسار، تهمل البتات التسعة الأولى وتنقل البتات الثلاثة والعشرون المتبقية إلى المرحلة التالية.[58]
3. يضاف بت واحد إلى يسار البتات السابقة، ليصبح العدد الإجمالي (24) بت، يأخذ هذا البت القيمة (0) في حال كون الإطار سيُرسل في شبكة تُشغّل الإصدار الرابع من بروتوكول الإنترنت، والقيمة (1) في الحالات الأخرى.[59]
4. تحوَّل البتات الأربعة والعشرون إلى ست أعداد ست عشرية هي {X1, X2, X3, X4, X5, X6}، حيث (X1) هو العدد الست عشري الموافق لأول أربع بتات بدءاً اليسار، ويمثل البت في أقصى اليسار البث الأكثر أهمية فيه، و (X2)هو العدد الست عشري الموافق للبتات الأربعة التالية، وهكذا، ثُمّ وتكتب بشكل أزواج يفصل بينها إشارة (::)، بالشكل (X1X2::X3X4::X5X6).
5. تضاف لاحقة ست عشرية مكونة من 3 بايتات هي بالترتيب من اليسار إلى اليمين (01) ثُمّ (00) ثُمّ (5E)،[60] إلى يسار الأعداد السابقة، فيتنج عنوان التحكم بالنفاذ للوسط المطلوب.

أما لإيجاد عنوان التحكم بالنفاذ للوسط لمجموعة والذي يقابل عنوان مجموعة من الإصدار السادس من بروتوكول الإنترنت، فتؤخذ آخر أربع بايتات مع عنوان الإصدار السادس، وتحديداً تلك المحصورة بين البتين رقم 95 و127 من العنوان، ما يُنتج مُعرّفاً بطول (32) بتاً، ثُمّ يضاف هذا المُعرّف إلى يمين بادئة مُكوّنة بايتين، أي بطول (16) بت، قيمتها (3333) بنظام العد الست عشري، أو (0011 0011 0011 0011) بنظام العد الثنائي، لتكون النتيجة النهائية هي عنوان نفاذ للوسط للمجموعة بطول (48) بتاً.
وضعت أيضاً مُحددات لعملية مطابقة العناوين بين طبقة الشبكة وطبقة ربط البيانات في حال كان بروتوكول طبقة الربط المُستخدم هو الواجهة البينية للبيانات الموزعة بالألياف أو بروتوكول حلقة الرمز.

### توجيه الرزم

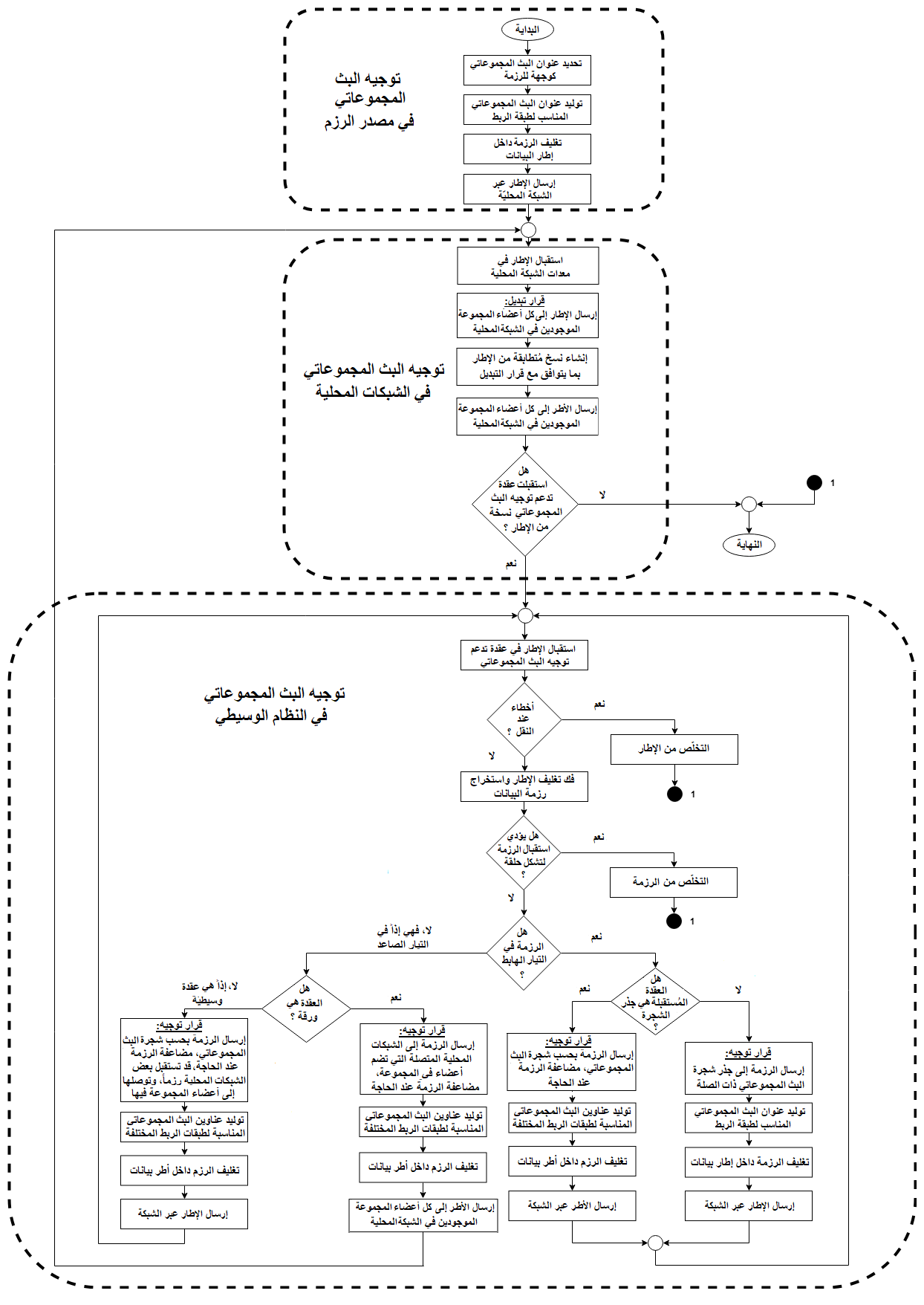
مخطط تدفقي لخوارزميّة توجيه رزم البث المجموعاتي.

التوجيه هو تحديد مسار رزم البيانات ونقلها من مصدرها إلى وجهتها، أمّا توجيه رزم البث المجموعاتي فهو تحديد شجرة البث المجموعاتي الخاصّة بالمجموعة، ثُم نقل الرزمة عبر هذه فروع الشجرة ومضاعفتها أثناء ذلك حسب الحاجة، لتصل في نهاية المطاف إلى جميع أعضاء المجموعة. إنّ توجيه رزم البث المجموعاتي يخضع لمبدأ مصدر واحد وعدّة وجهات.
حسب مبدأ تبديل الرزم، تحصل عمليّة التوجيه لكل رزمة بشكلٍ مُنفرد. يمكن تقسيم العملية إلى مرحلتين مُنفصلتين مُتتابعتين، تجري الأولى في مصدر الرزمة وتستمر عبر الشبكة حتى وصول الرزمة إلى جذر شجرة البث المجموعاتي، أمّا المرحلة الثانية، فتحصل ضمن النظام الوسيط الذي تمر شجرة البث المجموعاتي عبره، حيث تقوم عُقد الشجرة، بدءاً من الجذر، بمضاعفة الرزمة ونقلها عبر فروع الشجرة لتصل إلى كل أعضاء المجموعة.
انطلاقاً من مصدر الرزمة، تُوجَّه رزمة البث المجموعاتي بالشكل التالي:
1. يُولِّد مصدر الرزمة، والذي لا يشترط به أن يكون عضواً في مجموعة البث المجموعاتي،[65] رزمة بيانات. يكون عنوان الوجهة فيها هو عنوان المجموعة الهدف.[66]
2. ينتقل العمل إلى طبقة ربط البيانات، فيُحسب عنوان البث المجموعاتي على مستوى الطبقة الثانية، بشكلٍ يتلائم مع عنوان المجموعة الموجود في الرزمة، بعد ذلك تُغلَّف الرزمة ضمن إطار بيانات.
3. يرسل إطار البيانات عبر الشبكة.
4. تضاعف معدّات الشبكة المحلية الإطار وتوصله الإطار إلى أعضاء المجموعة في الشبكة المحليّة كلهم، بالإضافة إلى إيصاله إلى أقرب عقدة توجيه لرزم البث المجموعاتي،[67] تدعم هذه المجموعة، إن وجدت، إذا لم توجد أي عقدة، تنتهي عملية التوجيه.
5. تستقبل العقدة إطار البيانات، وتتحقق من وصوله بشكل سليم بدون أخطاء في النقل، ثُمّ تفك تغليف الإطار وتستخرج الرزمة. في حال وجود أخطاء يتمّ التخلص من الإطار.[68]
6. تقرأ العقدة عنوان وجهة الرزمة، وتتعرّف على عنوان المجموعة، ثُمّ تتأكد من أن استقبال الرزمة على المنفذ الذي وردت منه لن يُسبب في تشكّل حلقات [الإنجليزية]. في حال تسبب استقبال الرزمة بتشكل حلقات، يجري التخلّص منها، من الطرق المستخدمة للتحقق من ذلك التوجيه بعكس المسار [الإنجليزية].[69]
7. تُحدد العقدة التي استقبلت الرزمة فيما إذا كانت جذراً لشجرة البث المجموعاتي الخاصّة بالمجموعة أم لا. ولا يُشترط أن تكون أول عقدة تصلها الرزمة في النظام الوسيط هي جذر الشجرة. في الحالة التي تكون فيها العقدة جذراً للشجرة، يُنتقل إلى الخطوة التالية مُباشرة، أمّا إذا لم تكن كذلك فتعامل الرزمة حسب الخطوات التالية:
  1. اتخاذ قرار التوجيه بإرسال الرزمة نحو الجذر.
  2. تُغلَّف الرزمة ضمن إطار جديد مناسب.
  3. ترسل الرزمة عبر النظام الوسيط باتجاه جذر الشجرة، وتكون الرزمة في هذه الحالة جزءاً من التيار الهابط، لأنّها تتحرّك نحو الجذر.
  4. تُعيد العقدة التالية التي تستقبل الإطار الخطوات السابقة بدءاً من الخطوة الخامسة.
8. بعد وصول الرزمة إلى الجذر، يُتخذ قرار توجيه بإرسال الرزمة عبر شجرة البث المجموعاتي، ويجري مُضاعفتها لنشرها عبر أفرع الشجرة.
9. تُغلَّف كل رزمة من الرزم التي تمت مضاعفتها بشكل مناسب، فتنتج مجموعة من أطر البيانات التي سترسل عبر فروع الشجرة، لتصل إلى كل العقد الأوراق.[70]
10. يُرسل كل إطار بشكل مستقل ليسلك أحد الفروع حسب قرار التوجيه السابق، وتتحرك الأطر بوصفها جزءاً من التيار الصاعد، لأنها تتحرك مُبتعدة عن الجذر.
11. عندما يصل الإطار إلى العقد التالية في الشجرة، يتحدد سلوك العقدة حسب نوعها، ففي العقد الوسيطّة يتمّ فك تغليف الرزمة ثُم اتخاذ قرار توجيه بإرسالها عبر فروع الشجرة، ومضاعفتها حسب القرار، ثُمّ تُغلّف الرزم الناتجة ضمن أطر جديدة مناسبة لقرار التوجيه، وتُرسل الأطر عبر الفروع حسب القرار، وتعاد هذه الخطوة في العقد التالية التي تستقبل هذه الأطر. أمّا في العقد الأوراق، فيُتخذ قرار توجيه بنقل الرزمة إلى الشبكات المحليّة وتعاد الخطوة الرابعة.[67]

## بروتوكولات البث المجموعاتي

العلاقة بين عائلة بروتوكولات إدارة مجموعات البث المجموعاتي وعائلة بروتوكولات التوجيه الخاصة بالبث المجموعاتي حسب طوبولوجيا الشبكة.

يتطلب نجاح البث المجموعاتي عمل عائلتين من البروتوكولات معاً هما عائلة بروتوكولات إدارة مجموعات البث المجموعاتي وعائلة بروتوكولات التوجيه الخاصة بالبث المجموعاتي، تهتم العائلة الأولى بالعلاقات التي تربط الأعضاء بالمجموعة، مثل الانضمام إليها أو مغادرتها، وكيفية نشر المعلومات الخاصة بأعضاء المجموعة في الشبكة المحلية، أما العائلة الثانية فهي تهتم بإنشاء أشجار البث المجموعاتي، وتحديثها باستمرار، وتحدد هذه الأشجار مسار رزم البث المجموعاتي عبر النظام الوسيط من المصدر وصولاً إلى كل أعضاء المجموعة.
تنشط بروتوكولات إدارة المجموعة في الشبكات المحلية، وبالتحديد بين المضيفين وبين الموجهات، ويكون اهتمامها موجّهاً لبناء المجموعات والمحافظة عليها. أمّا بروتوكولات التوجيه فيكون نشاطها محصوراً داخل النظام الوسيط وبين المُوجّهات فيه، ويكون اهتمامها مُنصباً على بناء شجرة البث المجموعاتي.

### بروتوكولات إدارة المجموعات
هي مجموعة من البروتوكولات التي تنشط في الشبكة المحلية وتقوم بالإشراف على بالوظائف الخاصة بالمجموعة والتي تشمل انضمام الأعضاء إليها ومغادرتهم لها، بالإضافة إلى نشر المعلومات الخاصّة بأعضاء المجموعات لتصل إلى عتاد الشبكة المحلية.
أهم بروتوكولات إدارة المجموعات هي بروتوكول إدارة مجموعة الإنترنت الذي يدير مجموعات البث المجموعاتي الخاصّة بالإصدار الرابع من بروتوكول الإنترنت، وبروتوكول اكتشاف مستمعي البث المجموعاتي [الإنجليزية] الذي يدير مجموعات الإصدار السادس من بروتوكول الإنترنت، بالإضافة لعدد من البروتوكولات التي تنجز مهامَ محددة ترتبط بتوزيع رزم البث المجموعاتي داخل الشبكة المحليّة مثل بروتوكول سيسكو لإدارة المجموعة (CGMP) وبروتوكول سيسكو لإدارة المجموعة على منفذ الموجه (RGMP).

#### بروتوكول إدارة مجموعة الإنترنت
بروتوكول إدارة مجموعة الإنترتت (بالإنجليزية: Internet Group Management Protocol اختصاراً IGMP)‏ هو بروتوكول اتصال يعمل على مستوى طبقة الشبكة، يُدير المجموعات الخاصة بالبث المجموعاتي لرزم الإصدار الرابع من بروتوكول الإنترنت، ويحدد كيفية انضمام المضيفين إلى المجموعات وكيفية مغادرتها بشكلٍ آليّ، ومعنى ذلك أنه يسمح لأي مُضيف بأن ينضم أو بأن يغادر المجموعة في أيّ وقت يشاء. بالإضافة لذلك، لا يضع البروتوكول قيوداً على عدد أعضاء المجموعة ولا على مواقعهم، كما يسمح لمضيف واحد بالانضمام إلى أكثر من مجموعة في الوقت نفسه.
يُعرّف هذا البروتوكول نوعين من الرسائل، هما رسائل الاستعلام ورسائل التقارير. تُستخدم رسائل الاستعلام لاستجواب عقد الشبكة لتحديد فيما إذا كانت أعضاء في مجموعة ما ولا، أما رسائل التقارير، فهي رد العقد المُستجوبة على رسالة الاستعلام، يتمّ تبادل هذه الرسائل وفق نموذج طلب الخدمة، وبذلك يمكن تصنيف عقد الشبكة وظيفياً حسب نوع الرسائل التي ترسلها إلى:
- مُرسلو رسائل الاستعلام (Querier): وهي عقد شبكية تقوم بإرسال رسائل خاصّة تسمى رسائل الاستعلام لاكتشاف أي من عقد الشبكة هي أعضاء في مجموعة محددة.
- المُضيفون (Host): وهي عقد شبكية ترسل رسائل التقارير رداً على استقبالها لرسائل الاستعلام.

حسب بروتوكول إدارة المجموعات، فإنّ المجموعة هي تجمع لعقد مُرسلي رسائل الاستعلام والمضيفين الذين يجيبون عليها.
طوّرت مجموعة مهندسي الإنترنت ثلاث إصدارات من بروتوكول إدارة مجموعات الإنترنت، أولها جاء في العام 1989م، وهو موصوف في الوثيقة (RFC 1112)، وقد حدد آليّات انضمام المضيف إلى مجموعة ما أو مغادرتها، أما الإصدار الثاني، فطوّر في العام 1997م، ووصف في الوثيقة (RFC 2236) وقد احتوى العديد من التعديلات أهمها السماح للمضيف بطلب مُغادرة مجموعة مُعيّنة بحد ذاتها، أما الإصدار الثالث فقد طوّر في العام 2002، وهو موصوف في الوثيقة (RFC 3376)، وهو يدعم ميّزة البث المجموعاتي مُحدد المصدر [الإنجليزية] وميزة تجميع تقارير العضوية (بالإنجليزية: Membership Report Aggregation)‏.
إنّ الإصدارات الثلاثة من البروتوكول متوافقة مع بعضها البعض، أي أن المُوجّه الذي يُشغل الإصدار الثالث من بروتوكول إدارة مجموعة الإنترنت يدعم أيضاً العملاء الذين يُشغّلون الإصدارين الأول والثاني من البروتوكول.

#### بروتوكول اكتشاف مستمعي البث المجموعاتي
بروتوكول اكتشاف مستمعي البث المجموعاتي (بالإنجليزية: Multicast Listener Discovery اختصاراً MLD)‏ هو بروتوكول اتصال يعمل على مستوى طبقة الشبكة يدير المجموعات الخاصة بالبث المجموعاتي لرزم الإصدار السادس من بروتوكول الإنترنت، وبشكلٍ خاص اكتشاف أعضاء المجموعات في الشبكات المحلية وتحديد أي المجموعات التي يهتمون باستقبال رزمها.
يُقدّم البروتوكول مفهوماً جديداً هو مُستمع البث المجموعاتي، وهو حسب التعريف، عقدة ترغب في استقبال رزم البث المجموعاتي. إذا استضاف المستمع عنوان مجموعة ما، أصبح عضواً فيها، وبات يهتم باستقبال رزمها. يمكن أن ينضم المستمع إلى أكثر من مجموعة بنفس الوقت. ومن هنا حصل البروتوكول على اسمه، فالبروتوكول يساعد تجهيزات الطبقة الثالثة المُتصلة مع الشبكة المحليّة على اكتشاف وجود المُستمعين فيها. يُوصف البروتوكول أيضاً بأنه غير متناظر (بالإنجليزية: Asymmetric)‏، لأنه يسلك سلوكاً مختلفاً مع المستمعين ومع تجهيزات الطبقة الثالثة، كالموجهات.
هناك إصداران لبروتوكول اكتشاف مستمعي الإنترنت، الإصدار الأول (MLDv1) موصوف في وثيقة طلب التعليقات (RFC 2710)  وقد طُوّر في العام 1999م، وهو مُكافئ للإصدار الثاني من بروتوكول إدارة مجموعة الإنترنت (IGMPv2) من حيث الوظيفة، أمّا الإصدار الثاني فطوّر في العام 2004م، وهو موصوف بالوثيقة (RFC 3810) وهو يُكافئ الإصدار الثالث من بروتوكول إدارة مجموعة الإنترنت (IGMPv3)، ويدعم ميزات إضافية مثل البث المجموعاتي مُحدد المصدر [الإنجليزية].

#### بروتوكول سيسكو لإدارة المجموعة
بروتوكول سيسكو لإدارة المجموعة (بالإنجليزية: Cisco Group Management Protocol اختصاراً CGMP)‏ هو بروتوكول اتصال يعمل على مستوى طبقة ربط البيانات في الشبكات المحلية. طوّر هذا البروتوكول في العام 1996م، بساعد في إدارة مجموعات البث المجموعاتي، وهو مُلكية خاصّة لشركة سيسكو.
طوّر هذا البروتوكول بشكل أساسي لحل مشكلة ترتبط بالمبدلات التي تعمل على مستوى الطبقة الثانية، لا تستطيع هذه المبدلات التمييز بين رسائل البث المجموعاتي التي تحتوي على البيانات وتلك التي تحتوي على المعلومات الخاصّة بإدارة المجموعة، والسبب في ذلك هو كونها جميعاً مُوجّهة نحو عنوان المجموعة. نتيجة لذلك، لا تستطيع هذه المبدلات تمييز المنفذ الذي يتصل مع الموجه الذي يدعم البث المجموعاتي، لإرسال الرزم إليه، ويكون الحل باعتماد تقنية الغمر (بالإنجليزية: Flood)‏ عند التعامل مع رزم البث المجموعاتي، أي إرسالها عبر كل المنافذ إلا المنفذ الذي وردت منه.
يُنشئ البروتوكول قاعدة بيانات للمجموعات الموجودة في شبكة محلية في مُوجّه أو مبدل متعدد الطبقات، ثُمّ يتواصل مع المُبدلات العاملة على مستوى الطبقة الثانية في تلك الشبكة المحلية، مستخدماً مجموعة محددة من عناوين التحكّم بالنفاذ للوسط، ويسمح ذلك لهذه المبدلات بتمييز الرسائل، ثم الحصول على معلومات المجموعات وبتحديد المنفذ الذي يتصل مع الموجه أو المبدل متعدد الطبقات. يُمكن أن تؤدي ميزة مراقبة بروتوكول إدارة مجموعة الإنترنت [الإنجليزية] بالوظيفة نفسها إذا فعلت في المبدلات العاملة في الطبقة الثانية.

#### بروتوكول سيسكو لإدارة المجموعة على منفذ الموجه
بروتوكول سيسكو لإدارة المجموعة على منفذ الموجه (بالإنجليزية: Cisco Systems Router-port Group Management Protocol اختصاراً RGMP)‏ هو بروتوكول اتصالات يعمل على مستوى طبقة الشبكة، طوّرته شركة سيسكو في العام 2003م، يهتم بإدارة مجموعات البث المجموعاتي في الشبكة المحلية، وهو موصُوف في وثيقة طلب التعليقات (RFC 3488).
كان الهدف الأساسي من تطوير البروتوكول هو خلق آلية يمكن من خلالها لتجهيزات الطبقة الثالثة أن تتواصل مع مُبدلات الطبقة الثانية وتحدد لها عدد محدداً من المجموعات التي تمتد شجرتها عبره. ليس لما سبق أهميّة في الشبكات المحلية التي لا تتصل إلا مع جهاز طبقة ثالثة واحد، حيث تمتد ككل الأشجار عبره، ولكن عندما تتصل شبكة محلية مع أكثر من جهاز يعمل في الطبقة الثالثة في نفس الوقت، فإن أشجار البث المجموعاتي ستمتد عبر أكثر من جهاز، وسيكون من غير المجدي إرسال رزم البث المجموعاتي إلى جهاز طبقة ثالثة لا تمتد شجرة المجموعة عبره نحو الشبكة المحلية.
نتيجة لذلك ينشط البروتوكول في الوصلات التي تربط بين تجهيزات الطبقة الثانية وتجهيزات الطبقة الثالثة. يعمل البروتوكول في الطبقة الثالثة من نموذج الاتصال المعياري، ولترويسته بينة مطابقة لبنية بروتوكول إدارة مجموعة الإنترنت، ويتم تغليف ترويسته ضمن رزمة الإصدار الرابع من بروتوكول الإنترنت، مع قيمة لحقل البروتوكول هي (2)، وعنوان وجهة هو (224.0.0.25) وهو عنوان بث مجموعاتي مخصص لإدارة العلاقة بين تجهيزات الطبقة الثانية والثالثة.
طُوِّرت ميزة مراقبة بروتوكول إدارة مجموعة الإنترنت [الإنجليزية] لاحقاً لإنجاز هذه المهمة أيضاً، بالإضافة لذلك طوّرت ميزة مراقبة البث المجموعاتي المستقل عن بروتوكول التوجيه (PIM Snooping) والتي تؤدي نفس مهمة هذا البروتوكول إذا كان بروتوكول التوجيه المُستخدم للبث المجموعاتي من عائلة بروتوكولات البث المجموعاتي المستقل عن بروتوكول التوجيه (PIM).

### بروتوكولات توجيه رزم البث المجموعاتي
بروتوكولات توجيه البث المجموعاتي هي عائلة من بروتوكولات التوجيه تقوم بتوجيه حركة رزم البث المجموعاتي عن طريق بناء أشجار متفرعة خالية من الحلقات تمتد نحو أعضاء المجموعة عبر أقصر المسارات الممكنة. نتيجة لذلك، تصل نسخة واحدة فقط من الرزمة لجميع أعضاء المجموعة دون سواهم. تُقسّم بروتوكولات التوجيه الخاصة بالبث المجموعاتي إلى مجموعتين رئيسيتين: الأولى هو بروتوكولات توجيه البث المجموعاتي الخاصة بالشبكات الثابتة  والثانية هي بروتوكولات توجيه البث المجموعاتي الخاصّة بالشبكات المتنقلة، ولكل مجموعة معايير تصنيف خاصّة.

#### بروتوكولات توجيه رزم البث المجموعاتي في الشبكات الثابتة
تُصنّف بروتوكولات توجيه البث المجموعاتي الخاصة بالشبكات الثابتة حسب مصدر معلوماتها، فإمّا أن تعتمد على معلومات التوجيه المكتسبة عن طريق بروتوكول توجيه محدد للزرم فريدة الوجهة، أو أن تكون مُستقلة، أي تعمل مع أي بروتوكول توجيه للرزم فريدة الوجهة. كما تصنف البروتوكول حسب النطاق الذي تمتد فيه الشجرة المتفرعة، سواء داخل نظاق واحد فقط فتسمى داخليّة أو بين عدة نطاقات فتُسمى خارجية أو بينيّة.
يمكن تشغيل أكثر من بروتوكول توجيه خاص برزم البث المجموعاتي في الشبكة نفسها، وتصف الوثيقة RFC 2715 عملية التشغيل المشترك والمشكلات والتحديات التي تواجهها.

##### بروتوكول توجيه البث المجموعاتي حسب شعاع المسافة
بروتوكول توجيه البث المجموعاتي حسب شعاع المسافة (بالإنجليزية: Distance Vector Multicast Routing Protocol اختصاراً DVMRP)‏ هو بروتوكول توجيه لرزم البث المجموعاتي، داخلي، يعمل حسب خوارزمية شعاع المسافة. طوّر البروتوكول في العام 1988م، بهدف جعل البث المجموعاتي مُمكناً بين الشبكات المحلية، وهو موصوف في وثيقة طلب التعليقات (RFC 1075).
يبني البروتوكول جدول توجيه خاص به في كل مُوجّه يُشغله، وتتبادل هذه الموجهات معلومات التوجيه فيما بينها. اعتماداً على الجدول السابق، يبني البروتوكول شجرة بث مجموعاتي وحيدة الاتجاه حسب المصدر وتكون  لتوزيع رزم البث المجموعاتي إلى أعضاء المجموعة كلهم، وهو يعتمد على آلية التوجيه بعكس المسار [الإنجليزية] من أجل بناء شجرة أقصر المسارات الخالية من الحلقات [الإنجليزية].
صُمم بروتوكول توجيه البث المجموعاتي حسب شعاع المسافة ليكون بروتوكول توجيه داخلي، أي أنه يبني أشجار البث المجموعاتي داخل نطاق مُستقل واحد، ولا يمكن أن تمتد الشجرة بين نطاقين مستقلين مختلفين.، وتكون هذه الأشجار مبنية حسب المصدر. بالإضافة لذلك، فإنّ هذا البروتوكول صُمم ليعمل بشكلٍ مستقل عن بروتوكولات توجيه رزم البث فريد الوجهة، لذلك يلزم على مُوجهات رزم البث فريد الوجهة التي تُشغّل هذا البروتوكول أن تدعم عمليتي توجيه مُستقلتين تماماً.
بروتوكول توجيه البث المجموعاتي حسب شعاع المسافة هو بروتوكول نفقي، أي أنه يبني الأنفاق عبر الشبكة. إنّ هدف البروتوكول من بناء الأنفاق هو نقل رزم البث المجموعاتي عبر مُوجّهات لا تدعم هذا المفهوم، وتحصل العملية عن طريق تغليف رزم البث المجموعاتي داخل رزم البثث فريد الوجهة، ثم إرسالها إلى تلك المُوجّهات، التي توجهها بوصفها رزم بث فريد الوجهة.

##### توسيعة البث المجموعاتي لبروتوكول المسار الأقصر
توسيعة البث المجموعاتي لبروتوكول المسار الأقصر (بالإنجليزية:  Multicast Open Shortest Path First اختصاراً MOSPF)‏ هي إضافة توسعيّة لبروتوكول المسار الأقصر متوافقة مع الإصدارات السابقة، أدخلت في العام 1994م، وهي تهدف إلى جعل البروتوكول قادراً على توجيه رزم البث المجموعاتي بالإضافة إلى الرزم المنفردة. وصفت التوسيعة في وثيقة طلب تعليقات (RFC 1584). لتحقيق ذلك، تقوم المُوجّهات التي تشغل البروتوكول بإضافة معلومات عن أعضاء المجموعات الذين يتصلون معها إلى إعلانات حالة الوصلة [الإنجليزية] التي يتمّ تبادلها بشكلٍ دوري. نتيجة لذلك، يبني كل موجه، بعد تطبيق خوارزمية ديكسترا، جدول توجيه خاص بكل مجموعة.
بعد إضافة التوسيعة، يصبح البروتوكول قادراً على توجيه رزم البث المجموعاتي عن طريق بناء أشجار حسب المصدر، وهو بروتوكول داخلي لأنه يعمل ضمن نطاق واحد، وغير مستقل لأنه يعتمد على بروتوكول المسار الأقصر لتأمين معلومات التوجيه، التي يستخدمها لبناء شجرة بث مجموعاتي أحادية الاتجاه حسب المصدر. يُقسّم بروتوكول المسار الأقصر النظام المستقل [الإنجليزية] إلى عدد من المناطق. لقد سبب هذا التقسيم العديد من المشاكل التي رافقت إضافة التوسيعة، خاصّة في الحالات التي تمتد فيها شجرة البث المجموعاتي على أكثر من منطقة، وتمّ معالجة هذه المشاكل من خلال طرح مفاهيم إضافية مثل مُستقبل البث المجموعاتي العام (بالإنجليزية: Wild-card Multicast Receiver)‏، وهو مُوجّه يستقبل كل رزم البث المجموعاتي التي يتمّ توليدها في المنطقة، بمعزل عن عضوية المجموعات. لجعل شجرة البث المجموعاتي تمتد بين منطقتين، يجب أن تلعب كل الموجهات الحدودية دور مستقبل بث مجموعاتي عام.

##### البث المجموعاتي المستقل عن بروتوكول التوجيه
البث المجموعاتي المستقل عن بروتوكول التوجيه (بالإنجليزية: Protocol Independent Multicast اختصاراً PIM)‏ هو اسم لعائلة من بروتوكولات التوجيه، الداخليّة، لرزم البث المجموعاتي. عوضاً عن بناء جدول توجيه خاص بها، فإنّ بروتوكولات هذه العائلة تعتمد على معلومات التوجيه المتوفرة من بروتوكولات توجيه البث المنفرد التقليديّة، أيّاً كانت، أي أن عملها لا يتعلق ببروتوكول توجيه محدد، ومن هنا حصلت هذه العائلة من البروتوكولات على اسمها.
تختلف البروتوكولات التي تنتمي إلى هذه العائلة بنمط أشجار البث المجموعاتي التي تعتمد عليها، فمنها من يعتمد على أشجار المصدر فقط، ومنها ما يعتمد على أشجار المصدر والأشجار المشتركة معاً. أهم بروتوكولات التوجيه التي تنتمي إلى هذه العائلة:
- بروتوكول البث المجموعاتي المستقل - النمط المتناثر (PIM Sparse Mode, PIM-SM): وهو موصوف في الوثيقة (RFC 7761)،[101] وهو بروتوكول توجيه لزرم البث المجموعاتي يعمل على افتراض أن أعضاء المجموعة التي يُراد توجيه الرزم إليها متناثرين بشكل مُتباعد في الشبكة، واستناداً إلى هذا الافتراض، فإن أغلب الشبكات الفرعية لا تحتوي على أعضاء ينتمون لهذه المجموعة، ويجب على الموجهات التي تتصل مع أعضاء في هذا المجموعة أن تعلن عن ذلك بشكل صريح ليتم توجيه الرزم إليها. غالباً ما يستخدم هذا البروتوكول أشجار البث المجموعاتي المشتركة، ولكنه قد يستخدم الأشجار المبينة حسب المصدر في حالات خاصة.[107]
- بروتوكول البث المجموعاتي المستقل - النمط الكثيف (PIM Dense Mode, PIM-DM) وهو موصوف في الوثيقة (RFC 3973)،[102] وهو بروتوكول توجيه لزرم البث المجموعاتي يعمل على افتراض أن أعضاء المجموعة التي يُراد توجيه الرزم إليها منتشرين بشكل كثيف في الشبكة، واستناداً إلى هذا الافتراض، فإن أغلب الشبكات الفرعية تحتوي على أعضاء ينتمون لهذه المجموعة، ويجب على الموجهات التي لا تتصل مع أعضاء في هذا المجموعة أن تعلن عن ذلك بشكل صريح لكي لا يتم توجيه الرزم إليها. يستخدم هذا البروتوكول أشجار البث المجموعاتي المبنية حسب المصدر فقط.[107]
- بروتوكول البث المجموعات المستقل - النمط ثنائي الاتجاه (Bi-directional PIM, BIDIR-PIM): وهو موصوف في الوثيقة (RFC 5015)،[103] وهو بروتوكول توجيه لزرم البث المجموعاتي مُطوّر عن بروتوكول البث المجموعاتي المستقل - النمط المتناثر، مع اختلاف جوهري هو اعتماد النمط ثنائي الاتجاه الأشجار المُشتركة فقط، وهي أشجار ثنائيّة الاتجاه، ومن هنا حصل البروتوكول على اسمه. يعمل البروتوكول بشكل أفضل من نظيره المُتناثر في حال وجود أكثر من مصدر لرزم البث المجموعاتي في المجموعة.

##### بروتوكولات توجيه أخرى
- توسيعة بروتوكول البوابة الحدودية (بالإنجليزية: Multiprotocol Border Gateway Protocol اختصاراً MBGP)‏ هي إضافة توسعيّة لبروتوكول البوابة الحدودية، طوّرت أساساً لمنح البروتوكول إمكانيّة دعم عوائل مُختلفة من فضاءات العناوين، ليصبح بالإمكان نقل معلومات التوجيه بين نطاقات وأنظمة مستقلة مُختلفة تُشغل بروتوكولات تشبيك مُختلفة، بالإضافة لبروتوكولات التوجيه المختلفة.[108] وهذه التوسيعة موصوفة بوثيقة طلب التعليقات (RFC4760).[109]

ينتج عن استعمال التوسيعة السابقة بروتوكول توجيه خارجي ينقل معلومات التوجيه الخاصة بالمجموعات بين الأنظمة المُستقلة، وذلك على اعتبار أن فضاء العناوين الخاصّ بالبث المجموعاتي هو عائلة عناوين مُستقلة، وينتج عن ذلك إمكانية توجيه رزم البث المجموعاتي بين الأنظمة المُستقلة عبر طوبولوجيا مُتشابكة خاصة بالبث المجموعاتي بشكل مستقل عن توجيه الرزم المنفردة، أي يُمكن لشجرة البث المجوعاتي حينها أن تمتد خارج النظام المستقل وتتوسّع نحو أنظمة مُستقلة أخرى.
- بروتوكول الشجرة مركزية النواة (بالإنجليزية: Core-Based Tree Protocol اختصاراً CBT Protocol)‏ هو بروتوكول توجيه لرزم البث المجموعاتي، مناسب للعمل بالنمطين الداخلي وخارجي، مُستقل عن بروتوكولات توجيه البث فريد الوجهة، يبني أشجار مشتركة ثنائية الاتجاه، موصوف في الوثيقة (RFC 2189).[111]

كان الدافع الأساسي لتطوير البروتوكول هو قابلية التوسع، ورغم الانتهاء من وضع محددات الإصدار الأول من البروتوكول لكنه لم يُنفَّذ أبداً. أما الإصدار الثاني، وهو الإصدار الحالي، فهو غير متوافق مع الأول، ويعتمد على بنية خاصة لتوجيه البث المجموعاتي سميت الأشجار مركزية النواة، جرت محاولة لتطوير إصدار ثالث من البروتوكول، ولكنها لم تتجاوز مرحلة المسودة.
- بروتوكول اكتشاف مصادر البث المجموعاتي (بالإنجليزية: Multicast Source Discovery Protocol اختصاراً MSDP)‏ بروتوكول توجيه لرزم البث المجموعاتي، خارجي، مستقل عن بروتوكولات توجيه رزم البث فريد الوجهة، يعمل على الربط بين نطاقات البث المجموعاتي التي تٌشغّل بروتوكول البث المجموعاتي المستقل - النمط المتناثر،[115] من خلال بنائه لأشجار بث مجموعاتي مشتركة داخل نطاقه الخاص، وحسب المصدر مع النطاقات الأخرى التي يربط فيما بينها.[116] وهو موصوف في الوثيقة (RFC 3618).[117]

يعمل هذا البروتوكول في طبقة التطبيق، ويعتمد على بروتوكول التحكم بالنقل (TCP) ليكون بروتوكول نقلٍ، مع رقم منفذ محجوز هو (639).

#### بروتوكولات توجيه رزم البث المجموعاتي في الشبكات المتنقلة

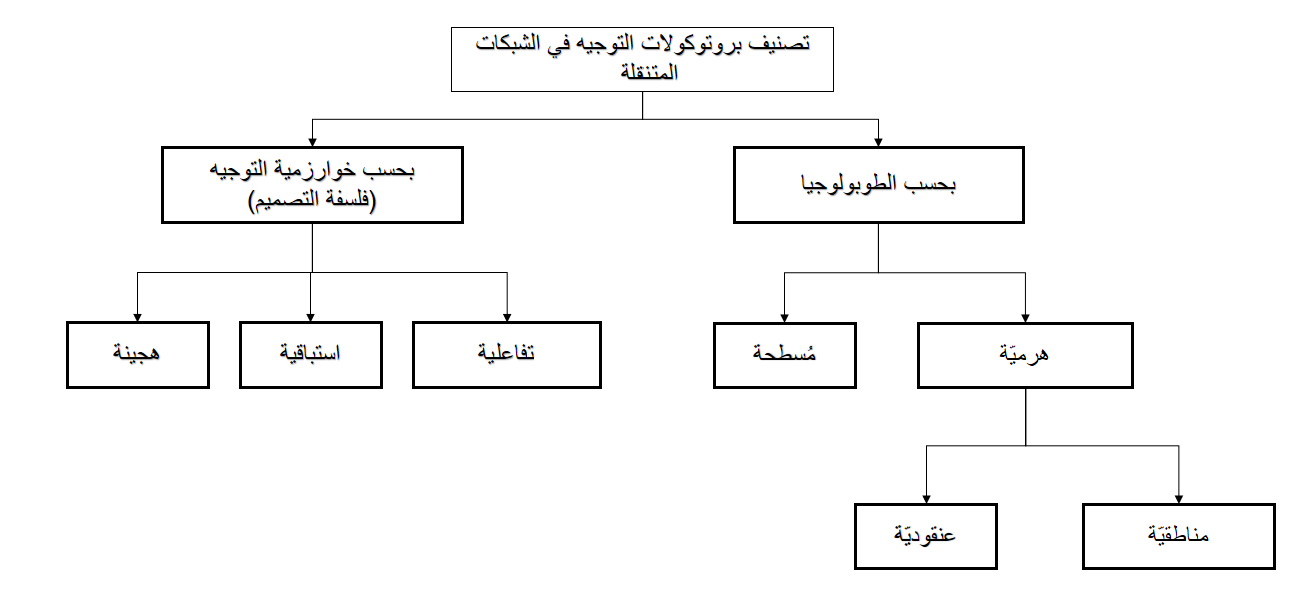
جانب من تصنيف بروتوكولات التوجيه في الشبكات المتنقلة

تختلف الشبكات المتنقلة عن الشبكات التقليدية بافتقادها إلى بنية تحتية ثابتة الطوبولوجية، وباعتماد العقد فيها على طاقة بطاريات غير دائمة، وهو ما يفرض على البروتوكولات العاملة فيها قيوداً إضافية. تُصنف بروتوكولات التوجيه الخاصة بالبث المجموعاتي فيها حسب فلسفة التصميم (فاعل أو استباقي أو هجين) أو حسب طريقة التعامل مع الطوبولوجيا (كامل الطوبولوجيا دفعة واحدة أو تقسيم إلى أجزاء)، أو حسب طريقة إنشاء المسارات (متشابكة أو شجرية أو هجينة) أو حسب خوازمية عمل البروتوكول (شعاع المسافة أو حالة الوصلة أو هجين) أو حسب إدخال البروتوكول لمُعاملات مُحددة في حساب المسار (جودة الخدمة، موقع العقدة، طاقة العقدة).
أهم بروتوكولات توجيه رزم البث المجموعاتي في الشبكات المتنقلة هي:
- بروتوكول توجيه البث المجموعاتي حسب الطلب (بالإنجليزية: On-Demand Multicast Routing Protocol اختصاراً ODMRP)‏ [120] هو بروتوكول توجيه لزرم البث المجموعاتي، مُخصص للشبكات المتنقلة، استباقي، يعتمد على عدد القفزات على طول المسار لحساب الوزن. يُنشئ البروتوكول شبكة من المسارات المُتشابكة التي تمتد على كامل طوبولوجيا الشبكة. لا يميز البروتوكول المسارات على أساس استهلاك الطاقة ولا على أساس موقع العقد في الشبكة ولا على أساس جودة الخدمة.
- بروتوكول توجيه البث المجموعاتي المُخصص للشبكات المتنقلة  (بالإنجليزية: The Ad hoc Multicast Routing protocol اختصاراً AMRoute)‏ [121] هو بروتوكول توجيه لزرم البث المجموعاتي، مُخصص للشبكات المتنقلة، استباقي، يعتمد على عدد القفزات على طول المسار لحساب الوزن. يتعامل البروتوكول مع كامل طوبولوجيا الشبكة دفعة واحدة. لا يميز البروتوكول المسارات على أساس استهلاك الطاقة ولا على أساس موقع العقد في الشبكة ولا على أساس جودة الخدمة.
- بروتوكول الشبكة المركزية  (بالإنجليزية: Core-Assisted Mesh Protocol اختصاراً CAMP)‏ [122] هو بروتوكول توجيه لزرم البث المجموعاتي، مُخصص للشبكات المتنقلة، استباقي، يعتمد على مُحددات الوصلة لحساب وزن المسار. بدلاً من بناء شجرة بث مجموعاتي، يقوم البروتوكول بإنشاء شبكة من المسارات المُتشابكة التي تمتد على كل كامل طوبولوجيا الشبكة. لا يميز البروتوكول المسارات على أساس استهلاك الطاقة ولا على أساس موقع العقد في الشبكة ولا على أساس جودة الخدمة.

من بروتوكولات توجيه رزم البث المجموعاتي في الشبكات المتنقلة أيضاً: البروتوكول المُخصص لتوجيه البث المجموعاتي بشعاع المسافة عند الطلب (MAODV) وبروتوكول الشجرة المشتركة المخصص للبث المجموعاتي (STAMP) وبروتوكول توجيه البث المجموعاتي المركزي المتكيف (ACMP) وغيرها.

## آليات مكملة للبث المجموعاتي

### ميزة مراقبة بروتوكول إدارة مجموعة الإنترنت

مثال عن استخدام ميزة مراقبة بروتوكول إدارة المجموعة في شبكة محلية.

مراقبة بروتوكول إدارة مجموعة الإنترنت (بالإنجليزية: IGMP Snooping)‏ هي ميزة إضافية لسلوك المبدلات العاملة على مستوى الطبقة الثانية في الشبكات المحليّة والتي تُشغّل الإصدار الرابع من بروتوكول الإنترنت من أجل إدارة أفضل لمجموعات البث المجموعاتي. تسمح هذه الميزة للمبدلات بمراقبة حركة رسائل بروتوكول إدارة مجموعة الإنترنت الذي يعمل على مستوى الطبقة الثالثة، وبناء على ذلك يتعرّف المبدل على توزّع أعضاء المجموعة في الشبكة المحليّة، وصفت القواعد المحددة للعملية في وثيقة طلب التعليقات (RFC 4541).
يعمل المُبدل على مستوى الطبقة الثانية، ويستطيع قراءة عناوين مصادر ووجهات أطر البيانات. في حالة البث المجموعاتي، يكون عنوان وجهة الإطار هو عنوان مجموعة دائماً، وبالتالي فهو لا يدل على أي عضو مميّز بحد ذاته، أمّا عنوان المصدر فهو غير ذو قيمة، فالبث المجموعاتي لا يشترط أن يكون المصدر عضواً في المجموعة. نتيجة لذلك، فإن المبدل لا يملك وسيلة للتعرف على مواقع أعضاء المجموعة، فيرسل رزم البث المجموعاتي عبر كل منافذه مُستثنياً المنفذ الذي وردت منه، وفي هذا استهلاك لعرض النطاق المتاح في الشبكة المحلية، وإرهاق للطرفيات غير المعنية بالعملية. إضافة لذلك، لا يمكن للمبدل أن يحدد موقع الجهاز الذي يعمل على مستوى الطبقة الثالثة ويقدم الدعم لأعضاء المجموعة في الشبكة المحلية، والذي يكون عادة مُوجّهاً أو مبدلاً متعدد الطبقات.
نتيجة لاستخدام هذه الميزة، يُصنِّف المبدل منافذه من أجل كل مجموعة، فإما أن تكون منافذ متصلة مع أعضاء فيها أو أن تكون متصلة بشكل مباشر أو تؤدي بشكل غير مباشر نحو موجه يدعم البث المجموعاتي لهذه المجموعة. يرسل المبدل رزم المجموعة عبر النوعين السابقين، أمّا بقية المنافذ، والتي لا تقع تحت أي من التصنيفين السابقين، فلا تُرسل رزم البث المجموعاتي لتلك المجموعة عبرها.
طوّرت هذه الميزة لتحسين عملية توزيع رزم البث المجموعاتي في الشبكات التي تُشغّل الإصدار الرابع من بروتوكول الإنترنت، وهي تنوب عند تفعيلها في الشبكة المحلية عن بروتوكول سيسكو لإدارة المجموعة (CGMP) وعن بروتوكول سيسكو لإدارة المجموعة على منفذ الموجه (RGMP) معاً. أمّا من أجل الشبكات التي تستخدم الإصدار السادس من بروتوكول الإنترنت تستخدم ميزة مشابهة تُسمّى ميّزة مراقبة بروتوكول اكتشاف مُستمعي البث المجموعاتي (MLD Snooping).

### التوجيه بعكس المسار
التوجيه بعكس المسار (بالإنجليزية: Reverse Path Forwarding اختصاراً RPF)‏ هي تقنية للتوجيه في شبكات تبديل الرزم، تستخدم للتحقق من أن مسار ما خالٍ من الحلقات. طوّرت هذه التقنية في عام 1978م لتوجيه رزم البث العام، لكنّها استخدمت لاحقاً على نطاق واسع من أجل توجيه الرزم فريدة الوجهة ورزم البث المجموعاتي.
تعتمد حسابات التوجيه بعكس المسار على مصدر الرزمة لا على وجهتها، فإذا وصلت الرزمة إلى منفذ ما في إحدى العقد التي تقوم بالتوجيه على طول المسار، يجري التحقق من إمكانيّة الوصول إلى مصدر الرزمة عبر ذلك المنفذ من غير تشكيل حلقات، فإذا كان ذلك مُمكناً، تقبل الرزمة، ويُصار إلى اتخاذ قرار توجيهها نحو وجهتها، وإن لم يكن ممكناً، يتّم التخلّص منها. عمليّاً، تعتمد هذه الطريقة على جزء المسار الذي سبق للرزمة أن سلكته لتصل إلى المنفذ بدءاً من مصدرها، لا على المسار الذي ستسلكه لاحقاً وصولاً إلى هدفها، لذلك يُوصف هذا المسار بالمعكوس، لأنه ينطبق على مسار الرزمة الأصلي لكنّه يُعاكسه بالاتجاه.

### البث المجموعاتي محدد المصدر
في الأصل، كانت تقنية البثّ المجموعاتي غير محددة المصدر (بالإنجليزية: Any-Source Multicast اختصاراً ASM)‏، أي إن كل عضو في المجموعة يستقبل رزم البث المجموعاتي الموجهة لعنوان المجموعة، سواء كان المصدر عضواً فيها أم لم يكن. لاحقاً تم تطوير تقنية إضافية سمحت بجعل البث المجموعاتي محدد المصدر (بالإنجليزية: Specific-Source Multicast اختصاراً SSM)‏، وفيه يمكن لكل عضو في المجموعة أن يحدد المصادر التي يقبل استقبال رزم البث المجموعاتي منها، عوضاً عن استقبال كل الرزم المُوجّهة لعنوان المجموعة، وُصِفَتْ هذه الإضافة في وثيقة طلب التعليقات (RFC 4607).
لدعم هذه الميزة، يجب أن يتم تشغيل الإصدار الثالث من بروتوكول إدارة مجموعة الإنترنت (IGMPv3) في الشبكات التي تستخدم الإصدار الرابع من بروتوكول الإنترنت، أو الإصدار الثاني من بروتوكول اكتشاف مستعملي البث المجموعاتي (MLDv2) في الشبكات التي تشغل الإصدار السادس من بروتوكول الإنترنت. تمّ حجز فضاء العناوين (232.0.0.0/8) من أجل الإصدار الرابع، و (FF3X::/32) من أجل الإصدار السادس. لاستخدامهما في البث المجموعاتي مُحدد المصدر.

### قراءة موسعة
- P. Savola (يناير 2008). "RFC 5110, Overview of the Internet Multicast Routing Architecture". DOI:10.17487/RFC5110. {{استشهاد بدورية محكمة}}: الاستشهاد بدورية محكمة يطلب |دورية محكمة= (مساعدة)

- P. Savola (يوليو 2011). "RFC 6308, Overview of the Internet Multicast Addressing Architecture". DOI:10.17487/RFC6308. {{استشهاد بدورية محكمة}}: الاستشهاد بدورية محكمة يطلب |دورية محكمة= (مساعدة)

## وصلات خارجية
- مراجعة عامة عن البث المجموعاتي، مقالة مقدمة من جونيبر للشبكات.
- مراجعة لتقنية البث المجموعاتي عبر بروتوكول الإنترنت، مقالة مقدمة من شركة سيسكو.
- دليل الشركات لتحصيص مجال عناوين البث المجموعاتي، كتيب مُقدّم من سيكسو.
- البث المجموعاتي عبر بروتوكول الإنترنت: المفاهيم والخوارزميات والبروتوكولات، مقالة بقلم محمد بني كاظمي مقدمة من جامعة واشنطن.